# Сравни.ру
Сравни́ — российский финансовый маркетплейс для подбора страховых, банковских и образовательных продуктов.
Ежемесячная аудитория сервиса превышает 23 млн пользователей. «Сравни» входит в топ-5 крупнейших российских финтех-компаний, по версии исследовательского агентства Smart Ranking, а также в топ-30 самых дорогих интернет-компаний России, по версии журнала Forbes.

## История проекта
Первую версию сервиса запустили 9 мая 2009 года, как стартап по сравнению условий автомобильных страховых полисов.
В конце того же года «Сравни.ру» стал призёром X Всероссийского Интернет-конкурса «Золотой сайт 2009» в номинации «Профильные СМИ».
Осенью 2010 года сервис получил «Премию Рунета-2010» VII Национальной Премии РФ за вклад в развитие российского сегмента сети Интернет в номинации «Экономика и бизнес».
В 2015 году награждён Грамотой Ассоциации российских банков за вклад в развитие банковско-финансовой журналистики. С 2015 года сервис входит в реестр операторов, осуществляющих обработку персональных данных, находящийся в ведении Роскомнадзора.
В 2016 году Министерство финансов РФ наградило редакцию портала «Сравни.ру» за профессиональное освещение вопросов финансовой грамотности в РФ.
В 2017 году «Сравни.ру» стал победителем премии «Рейтинга Рунета», заняв 1-е место в номинации «Порталы».
В 2021 году сервис стал одним из участников проекта финансового маркетплейса Банка России. В марте 2021 года «Сравни.ру» запустил сервис проверки кредитного рейтинга. В августе 2021 года Банк России включил «Сравни.ру» в реестр операторов финансовых платформ, что открывает пользователям возможность оформлять банковские продукты непосредственно на сервисе. В декабря 2021 года сервис вошел в пятерку самых посещаемых банковских сайтов в России по версии SimilarWeb. По итогам 2021 года пользователи «Сравни.ру» запросили кредитов на 3,86 трлн рублей.
22 февраля 2022 сервис обновил логотип и название, получив написание на кириллице без домена «Сравни».
В 2023 году «Сравни» организовал первую в России национальную премию в сфере финансов и страхования. В июле 2023 года «Сравни» запустил онлайн-оформление вкладов без посещения банка. В октябре 2023 года вышло новое мобильное приложение «Сравни», в котором собраны финансовые и страховые продукты от разных банков и страховых компаний и бесплатный сервис для управления кредитной историей и личными финансами.

## Руководство и собственники
Основателем «Сравни.ру» является создатель социальной сети «Одноклассники» Альберт Попков.
В 2014 году в число инвесторов «Сравни.ру» вошла компания Tinkoff Digital, акционерами которой являются Олег Тиньков и Goldman Sachs. В октябре 2020 года Baring Vostok и Goldman Sachs увеличили свою долю в «Сравни.ру», выкупив долю бизнесмена Олега Тинькова. В ноябре 2020 года «Сравни.ру» сообщил о планах провести IPO в течение ближайших пяти лет.
Генеральным директором с марта 2015 года по август 2024 года являлся Сергей Леонидов. В августе 2024 года генеральным директором «Сравни» назначен Александр Крайник, который ранее возглавлял страховое направление в компании.